# ルノー・T
Tは、フランスの商用車メーカー、ルノー・トラックスにより製造・販売される大型トラックである。同社のフラッグシップモデルであり、2013年6月11日にR/エボリューションにて発表され、1000万キロメートルに渡る走行試験を経て同年末に発売された。同社の現行中型・大型トラックに共通するフロントグリルを採用した1番目のモデルである。EV仕様のE-Techも設定する。このE-Techには最高出力490kW（666hp相当）を発生させる2個または3個の電気モーターを搭載する。またオプティドライバートランスミッションが組み合わされる。また180kWh - 540kWhの容量を備えるリチウムイオンバッテリーパックが2個 - 6個搭載され、車両のバッテリーは、最大43kWのACを使用する事により9.5時間で充電完了でき、最大250kWのDCを使用する事により2.5時間で充電完了でき、1回の充電で最大300キロメートル、1時間の中速充電（250kW）を行えば最大500キロメートル走行可能である。生産はブール＝カン＝ブレス工場において行われる。
GCW60トンまでをカバーする2軸/3軸トラクタヘッドと2軸/3軸単車系が設定される。

## デザイン
ユーロVI適合車の発売が欧州市場における主要メーカーの中では最後となった同社は、チーフデザイナーのエルヴェ・ベルトランをボディデザインに就任させ、50の顧客と協力して設計された。一部部品はボルボ・FHと共有するが、デザインは同社の大型トラック、ルノー・マグナムからインスピレーションを得ており、ベルトコンベアをイメージしたフロントグリルを採用し、キャビンには長距離輸送用に設計されたユニークなデザインが採用された。キャビンには拡張可能な二段ベッドと、収納としても活用可能な上部二段ベッドを備える。またキャビンは標準ルーフのデイキャブとフルキャブ、ハイルーフのフルキャブの他、フロア高を200mm高めフラットフロア化を図った最上級モデル「Tハイ」もオプション設定。
運転席はレカロにより設計されており、7インチディスプレイ（市場では最大級）を備えるダッシュボードを採用し、ユーザーの好みに合わせ一部のコントロールボタンの位置を変更するオプションも設定される。またダッシュボードには「24/7」ボタンが設置されており、運転者が押すと直後に車両のジオロケーションと全技術データを報告可能。これにより、同社の販売およびサービスアウトレットの1つによる問題発生時の担当が容易になる。

## 特徴
Tには、ロボット化されたオプティドライバー・トランスミッションが標準装備されており、新たなシフト管理システムも搭載される。また燃費向上を目的としたエアロダイナミクスの改善も図られ、燃料消費量を監視する事によりフリート全体で最大15%削減可能である。快適性の向上と共にセキュリティ機能が搭載される。Tは2年間の修理およびメンテナンスを標準装備。またルノー・トラックスは燃料エコパックも設定しており、クラッチ式エアコンプレッサー、可変フローステアリングポンプ、不要なオーバーレブの制限を目的としたキックダウン、エンジンアイドルシャットダウン、燃料向上を目的としたオプティドライバートランスミッションのシフトパターン、エコロール、ソフトクルーズコントロール、1日間のドライバートレーニング、ルノーのテレマティクスシステム、オプティフリートの5か月間無料体験等が含まれる。

### 搭載エンジン
Tには、11L DTI/DE11型（最高出力380馬力/430馬力/460馬力）と13L DTI/DE13型（最高出力440馬力/480馬力/520馬力）のユーロVIに適合する直列6気筒2機種が用意される。また燃料タンクは最大1475L注入可能である。

## 受賞歴
2014年9月23日、ドイツ連邦共和国ニーダーザクセン州ハノーファーにおいて開催されたドイツ国際モーターショーにおいて、Tはインターナショナル・トラック・オブ・ザ・イヤー2015に選定された。